# کارنیوال کورپوریشن
کارنیوال کورپوریشن (به انگلیسی: Carnival Corporation) شرکت خدمات گردشگری آمریکایی-بریتانیایی است، که به‌عنوان بزرگترین گرداننده خطوط کشتی‌های کروز در جهان به‌شمار می‌آید. کارنیوال در سال ۱۹۷۲ توسط تد اریسون راه‌اندازی شد و اکنون با بیش از ۱۰۰ کشتی گردشی کنترل ۴۹٪ از بازار بین‌المللی خطوط کشتی‌های گردشی را در اختیار دارد.
دفتر فروش کارنیوال در شهر ساوت‌همپتون، بریتانیا قرار دارد و دفتر مرکزی آن در دورال، فلوریدا، ایالات متحده آمریکا مستقر می‌باشد. بخشی از سهام این شرکت در بازار بورس نیویورک و بورس لندن معامله می‌شود. خانواده اریسون با در اختیار داشتن ۴۷٪ از سهام کارنیوال، بزرگترین سهام‌دار آن به‌شمار می‌آیند.